# Bronzetto raffigurante un guerriero

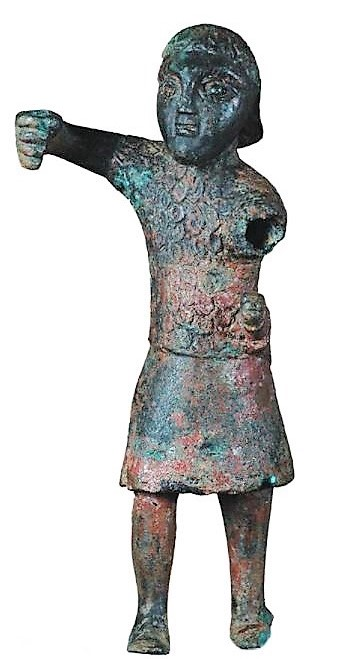
Il bronzetto

Il bronzetto raffigurante un guerriero è uno dei rarissimi esempi di bronzistica risalenti all'età longobarda, rinvenuto a Pavia in Lombardia.

## Storia e descrizione
Il bronzetto (alto 16 cm) fu ritrovato nel 1871 durante alcuni interventi edilizi nell’area della piazza della Posta, una zona prossima al palazzo Reale. Scarse sono le notizie riguardo al rinvenimento e nelle collezioni museali pervenne solo il bronzetto. Probabilmente la figura era parte di un candelabro in bronzo, dato che nell’alto medioevo spesso tali manufatti (come quello conservato nel Museo nazionale di Villa Guinigi a Lucca) erano decorati con figure di militari. Il pezzo raffigura un guerriero, dotato di una corta armatura a scaglie, dalla quale fuoriesce una gonna dotata di spacchi laterali, mentre sul fianco sinistro si trova il pomolo della spada (il fodero non si è conservato). Pur nella semplicità della figura, il pomolo della spada si caratterizza per la forma trilobata, riconducibile al “tipo Mannheim” (variante del Petersen H), un modello di impugnatura molto diffusa in Europa occidentale tra l’VIII e il IX secolo. Il braccio sinistro (andato perso) probabilmente reggeva lo scudo, mentre quello destro è sollevato e, attraverso un foro nella mano, afferrava una lancia, arma che per i longobardi aveva un grande valore simbolico, dato che era l’emblema del potere regio. Il guerriero non indossa alcun elmo ed è privo di barba, ma ha una capigliatura molto lunga, tagliata a frangia sulla fronte; gli occhi sono formati da piccole sferette di vetro verde. 
Nel 2001 i resti argillosi presenti al suo interno sono stati sottoposti all’esame della termoluminescenza, ma la datazione ha fornito un intervallo temporale troppo ampio: V - XIII secolo. Tuttavia i dati sulla veste e sulle armi del bronzetto pavese sembrerebbero indicare una datazione verso l’VIII secolo, restando però sempre aperta la possibilità di una retrodatazione all’età ostrogota o alla prima età longobarda.